# Quartier maghrébin
Le Quartier maghrébin (en arabe : حارَة المَغارِبة, Hārat al-Maghāriba, en hébreu שכונת המוגרבים, Sh'khunat HaMughrabim) est un quartier historique de la vieille ville de Jérusalem, datant de 1193. Situé au sud-est de la ville et bordant le mont du Temple à l'est, il s'ouvre au sud sur la porte des Maghrébins (ou porte des Immondices).
Le quartier des Maghrébins est créé en 1193 par Afdal Ali, fils de Saladin, ce dernier ayant attribué des terres et des quartiers de la ville reconquise et dépeuplée, à des personnalités maghrébines, dont le saint Abou Madyân.
Le 12 juin 1967, juste après la guerre des Six Jours, 400 familles sont chassées du quartier après un préavis de trois heures. Le quartier est ensuite en grande partie rasé par les forces israéliennes, afin d'élargir la ruelle étroite menant au Mur des Lamentations. Une grande place, la place du Mur occidental, est alors aménagée.

## Toponymie
Correspondant au nord-est de l'actuel quartier juif de la vieille ville de Jérusalem et établi sur l'aire de rencontre des anciennes vallées du Tyropœôn et de la Vallée latérale, le quartier est fondé en 1193. Il prend le nom arabe de حارَة المَغارِبة (Harat-al-Maghariba), ce qui signifie « Quartier maghrébin » ou « quartier des Maghrébins ». En effet, ce quartier est « en faveur de la communauté maghrébine, sans distinction d'origine ».
Le quartier comprend plusieurs institutions ou édifices étroitement liés à son caractère maghrébin, que ledit lien soit direct ou simplement toponymique, notamment la Zawiya des Maghrébins, la Madrasa al-Tankiziyya, la Mosquée de Maghrébins (aujourd'hui Musée islamique de Jérusalem), la Madrasa al-Afdaliyya (du nom du fondateur du quartier) ou encore la rampe des maghrébins. S’ils n’ont pas tous été détruits en 1967, ces bâtiments délimitent néanmoins aujourd'hui les pourtours de l’ancien quartier maghrébin. 

## Histoire

### La création: Saladin et le mystique Abou Madyân
La fondation du quartier remonte à l'époque ayyoubide et aurait été créé en 1193 par le fils de Saladin, Afdal Ali, prince souverain de Damas et de Jérusalem
. Il est offert aux Maghrébins sous forme de waqf, pour leur participation aux croisades et au rôle qu'ils jouèrent dans la prise de Jérusalem, alors aux mains des croisés. Il accueillait à la fois une population qui s'était installée à l'époque de la prise de la ville mais aussi des pèlerins nord-africains venus visiter la mosquée al-Aqsa ou en étape sur la route de La Mecque et qui sont restés.
Jérusalem, dans l'état où elle est reprise par Saladin, est assez dépeuplée, des zones entières ne sont pas construites. Saladin distribue à ses généraux et lieutenants des terres dans les villages aux alentours et des quartiers de la ville. L’un d'eux est le saint Abou Madyân, mystique d'origine andalouse, enterré en Algérie. Abou Madyân effectue un pèlerinage à la Mecque d'où il gagne la terre sainte et participe à la bataille des cornes de Hattin aux côtés de Saladin où il perd une main. Après son retour au Maghreb, Abou Madyân vit et enseigne à Béjaïa (Algérie) puis à Marrakech et enfin à Tlemcen où il meurt en 1197 ; il est enterré à al-Ubbad, un petit village des faubourgs de Tlemcen, qui est encore aujourd’hui un lieu de pèlerinage, un important centre de piété soufie et un élément central du patrimoine culturel algérien. Le quartier se peuple donc de pèlerins venus du Maghreb. Adfal Ali favorise notamment l'implantation de jurisconsultes maghrébins de rite malikite et fonde la madrassa Afdaliyeh : également connue sous la dénomination d’el-Qobbeh. 
Selon les sources, les limites de ce quartier s'étendent à l'est jusqu'au Mur des Lamentations bordant par le bas l'esplanade des Mosquées, au sud jusqu'à la voie publique menant à la source de Silwan, à l'ouest jusqu'à la résidence du qadi de Jérusalem et allait au nord jusqu'aux arcades d'Umm al Bannat.
En 1303, durant la période Mamelouk, Al-Sheikh Omar Ibn Abd al-Nabil al-Maghribi al-Masmudi fonda dans le quartier la mosquée des Maghrébins localisée au sud-ouest de l'esplanade des Mosquées.
La même année, Umar ibn Abdullah ibn Abdun-Nabi al-Masmudi al-Mujarrad fit une donation afin de créer la zaouiya masmudiya, au bénéfice de la population résidant dans le quartier.

### L’assise juridique du quartier des Maghrébins: l’acte de fondation du waqf Abou Madyân
L'assise juridique du quartier maghrébin est un waqf rédigé à Jérusalem par un arrière-petit-fils de Sidi Abou Madyân, en langue arabe, le 29e jour du mois de Ramadan de l’an 720 du calendrier hégirien, c’est-à-dire le 2 novembre 1320.  
Le waqf Abou Madyân n’est pas le plus ancien waqf du quartier maghrébin, car celui mis en place par al-Afdal Ali, remonte à 1193. Il est cependant le mieux documenté, le plus richement doté et celui qui assurera la plus grande partie de ses revenus du quartier jusqu'en 1967, notamment à partir d'assises foncières en dehors de la ville comme le village agricole de Ain Kerem. 

### Des Maghrébins dans l’Empire ottoman: les archives d’Istanbul
Les archives ottomanes, puissance suzeraine de Jérusalem, fournissent un certain nombre de renseignements sur l'évolution du waqf Sidi Abou Mediene et donc le quartier des Maghrébins entre le XVIe siècle et le XXe siècle. Le sultan-calife ottoman, protecteur des pèlerinages et gardien des villes saintes de l’islam, a de bonnes raisons de porter une attention bienveillante au sort des pèlerins maghrébins de Jérusalem, notamment les Algériens et les Tunisiens.
Les autorités impériales ottomanes sont pleinement investies dans l’encadrement et le soutien du waqf Abou Mediene, en particulier pour tout ce qui relève des nominations au poste de gérant du waqf (mutewalli). Les notables du quartier maghrébins se voient confier différentes taches dans la ville comme les œuvres de charité ou la participation à la régulation des souks. La nomination à la tête de ce waqf, devenu important, mobilise pleinement les autorités ottomanes de la ville comme en témoigne l'intervention dans une succession mouvementée au début du XXe siècle : d’al-Hajj ‘Arabî ibn Halife ben Kasim al-Konstantini al-Moghrabi d'origine algérienne, voit son successeur désigné en la personne de al-Hajj Bashir Effendi al-Moghrabi, d'origine marocaine avec un mutewalli adjoint, Seyyid Ahmed Arif al-Tunsi, un Tunisien. Cependant une crise et des accusations de malversations traitées par les autorités ottomanes de l'époque débouchent finalement sur la nomination de al-Hajj Salih bin Asab al-Zevâdî al-Moghrabi al-Cezâyirî, d'origine algérienne qui finit également destitué. Une impressionnante pétition rédigée par les « émigrants originaires de Tunisie, d’Algérie et de Fès », portant 82 sceaux, porte l'affaire jusqu'au conseil d’État ottoman, preuve de l'implication des autorités impériales dans la gestion du waqf.

### Mandat britannique

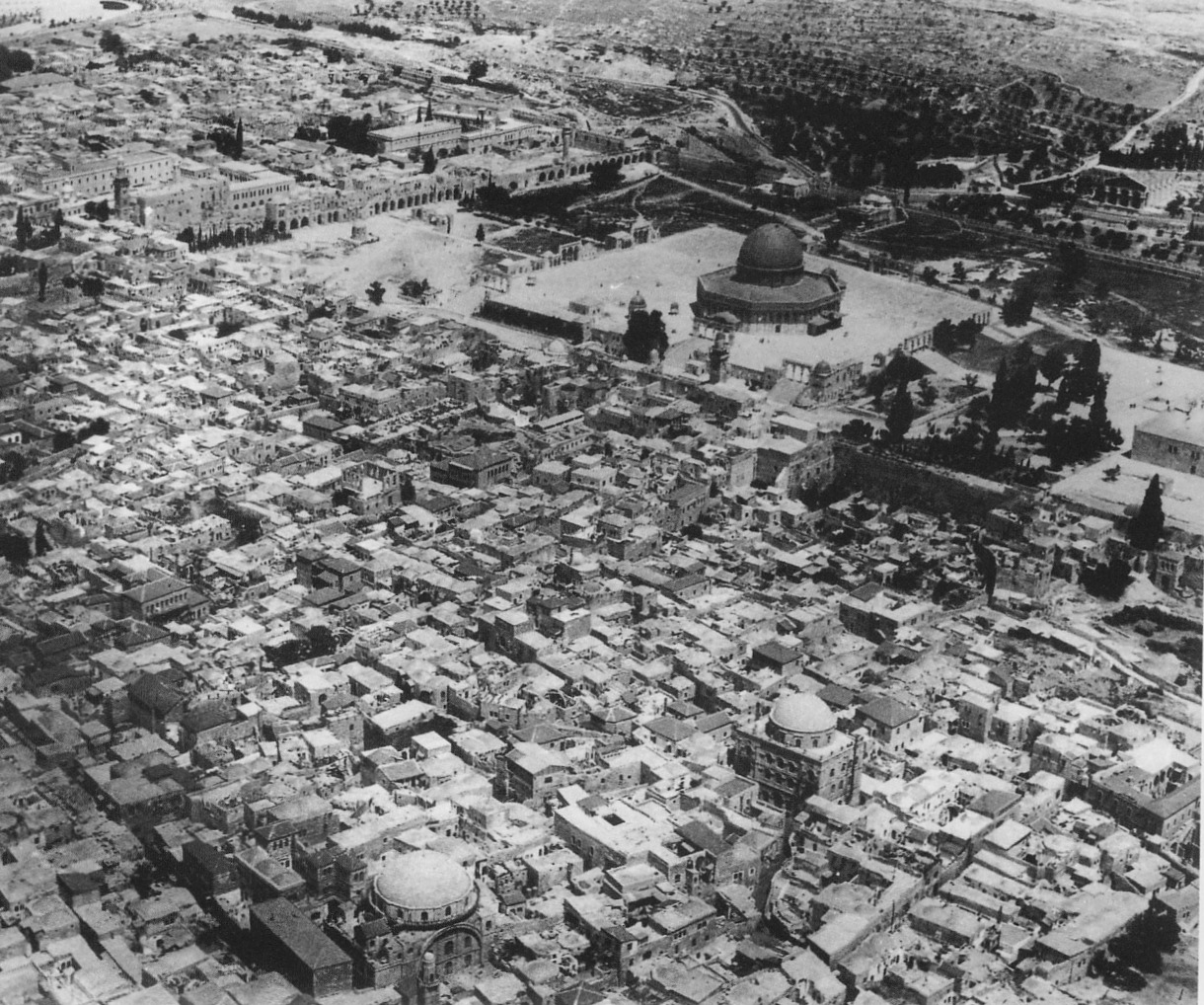
La vieille ville (photographie de 1937) : au fond, le dôme du Rocher. Le quartier juif au bas de l'image. Le quartier Mughrabi au centre, accolé au Mur des Lamentations à droite du centre. Les deux grands dômes sont les synagogues Hurva et Tiferet Yisrael (détruites par la Légion arabe en 1948).

À la fin de la tutelle ottomane, le mandat britannique de Palestine pose des difficultés au waqf, dont les terres sont confrontées à la colonisation croissante par des exilés juifs du monde entier : « De 1920 à 1928 la puissance mandataire a laissé le Keren Khayemeth [KKL] acheter aux métayers arabes du waqf les terrains dont ils n’avaient que l’usage, pour y installer des kibboutzim». 
La France, en tant que puissance souveraine sur le Maghreb, et particulièrement sur l'Algérie, se pose en défenseur du waqf. Après la chute de l'Empire ottoman et le morcèlement du monde musulman, le waqf est rattaché à l'Algérie où est enterré Abou Mediene. Le but est de promouvoir un exemple de solidarité franco-musulmane et de déjouer idéologiquement la montée du nationalisme, mais également l'influence de l'association des oulémas algériens dans les années 1930. En 1950, Louis Massignon demande au célèbre ouléma algérien réformiste Tayeb el-Okbi de faire le voyage à Jérusalem afin de mobiliser l'opinion musulmane en faveur du quartier.

### La création d’Israël et la fin du quartier des Maghrébins (1948-1967)

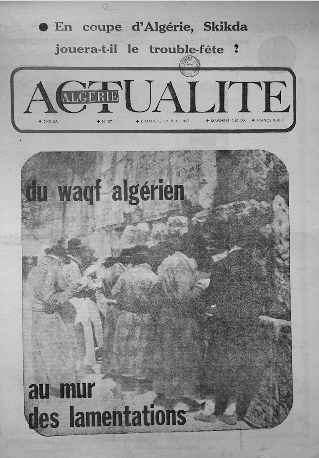
Couverture d'un quotidien rapportant la démolition du quartier des Maghrébins et titrant « du waqf algérien au mur des Lamentations ».

En 1949, après la guerre israélo-arabe, le village d’Aïn Kerem se retrouve en Israël. Les paysans palestiniens sont évacués et les terres saisies. Les revenus tirés de la terre n’existent donc plus. Le quartier des Maghrébins, lui, en tant que partie de la vieille ville est sous souveraineté jordanienne. Le waqf, d’origine algérienne, se retrouve donc dans une crise financière profonde. Entre 1949 et 1962, année de l’indépendance algérienne, la France se substitue aux revenus perdus.
C’est donc bien pour contrer la montée en puissance des mouvements indépendantistes en Algérie que la France doit intervenir en faveur des Maghrébins de Jérusalem, car, conclut Massignon, « l’Islam algérien ne nous pardonnerait pas de lui avoir laissé ravir cette insigne fondation pieuse sans défendre la cause de nos concitoyens musulmans ». 
Les archives montrent que le consul de France, en tant que puissance souveraine en Algérie, prend à sa charge, dans le quartier des Maghrébins, les dépenses de santé, la nourriture pendant le Ramadan, les vêtements gratuits pour les enfants et les veuves, conformément aux textes d’origine de la fondation. En Algérie, des actions de sensibilisation du public sont organisées et des quêtes organisées à la sortie des mosquées. Cheikh Hidoussi, à la tête du waqf entreprend une tournée pour sauver les finances en péril : il va sur la tombe de Sidi Abou Madyân à Tlemcen, dans son propre village natal dans les Aurès, à l'Élysée, chez le roi du Maroc et le bey de Tunis. A la fin des années 1950, à mesure que le conflit de décolonisation se durcit en Algérie, des tracts en arabe et en français, sont distribués dans le quartier des Maghrébins, signés de l’antenne FLN d’Amman, demandant aux habitants de refuser l’argent du « gouvernement impérialiste français ». Le 11 septembre 1958, cet appel est diffusé dans le quotidien jordanien Ad-Difaa.  
L’Organisation de libération de la Palestine (OLP), fondée en 1964, est révolutionnaire et socialiste, très liée à l’antenne du FLN algérien en Jordanie. A l'indépendance de l'Algérie, les autorités françaises se désengagent et tentent de transférer le dossier aux autorités algériennes qui ne prennent pas le relais sur la question, pas plus que les gouvernements de Tunisie ou du Maroc ne marquent leur intérêt. 

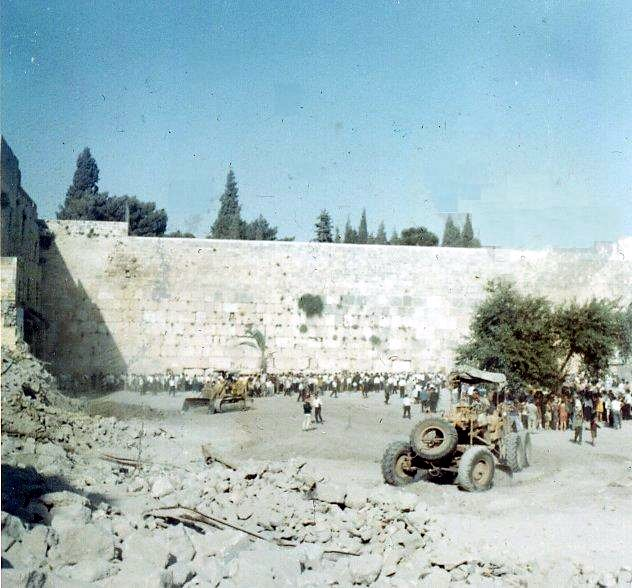
La destruction du quartier en 1967.

Le quartier n'est plus soutenu par un pays étranger et se dégrade de 1962 à 1967, le faisant ressembler à un bidonville. Israël décide unilatéralement d'expulser ses habitants les 10 et 11 juin 1967 et de raser le quartier pour laisser la place à l'esplanade du mur des Lamentations (Kotel) où les Juifs peuvent alors prier dans cet espace élargi. Avec cette esplanade devant le mur des Lamentations, il s'agit également d'« empêcher les Juifs les plus fervents d'aller prier sur l'esplanade des Mosquées située juste au-dessus » correspondant au mont de l'ancien Temple juif.  
Ces travaux mettent fin de facto au waqf ayant existé depuis 800 ans. Le journal français Algérie-Actualité, du dimanche 18 juin 1967, publie une ancienne photo du Mur occidental avec le titre « Du Waqf algérien au Mur des Lamentations ». 
Les réactions internationales à la démolition du quartier sont mitigées, y compris celles des pays arabes ; seules quelques mentions palestiniennes sont déposées auprès de l'UNESCO pour faire valoir l'appellation précédente du mur des Lamentations : le mur « al-Bouraq ».

## Aujourd'hui

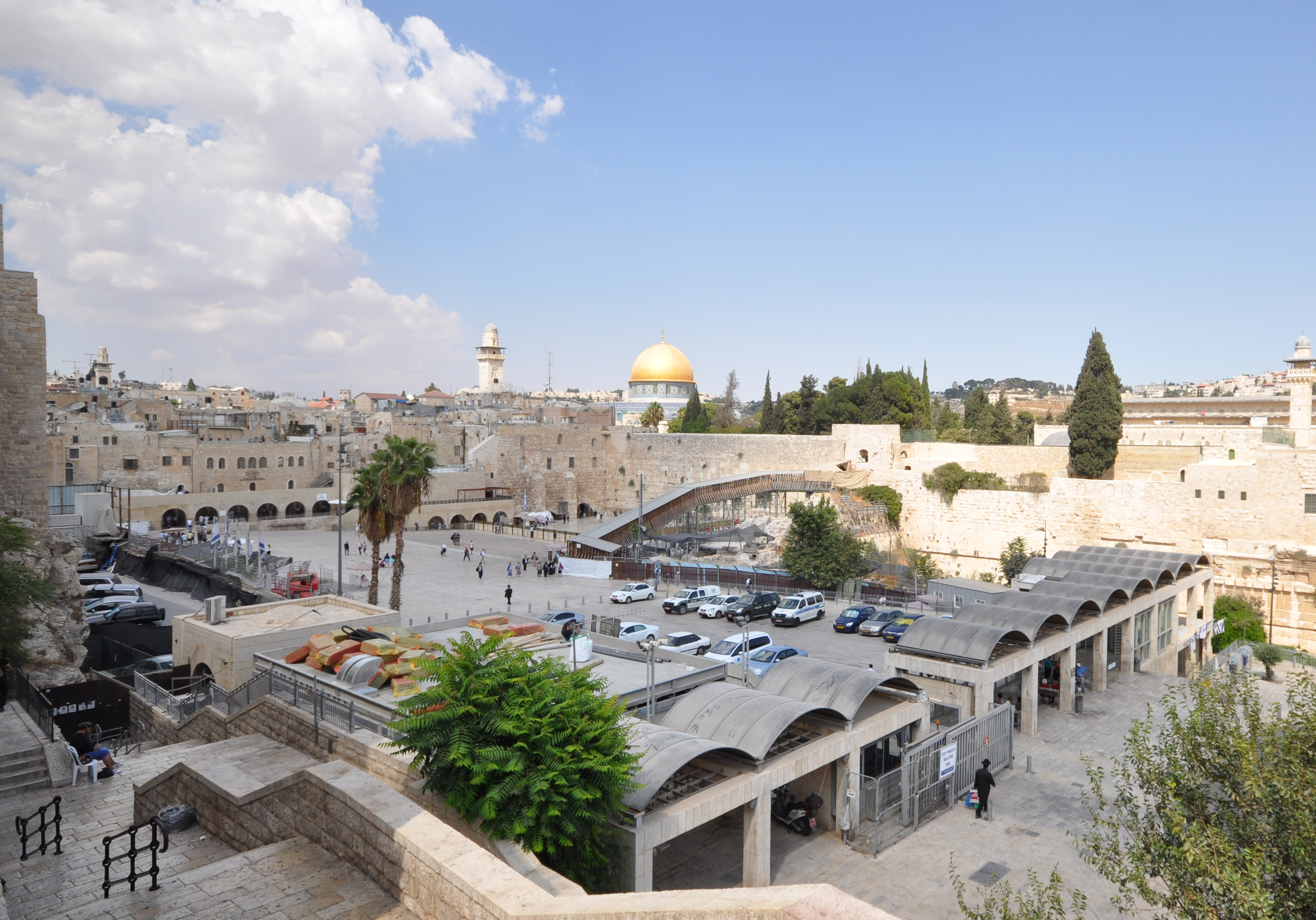
Vue sur la place du Mur occidental aujourd'hui, ancien emplacement du quartier maghrébin

Au moment de la démolition du quartier, environ la moitié des familles y résidant revendiquaient une origine maghrébine. À la suite de la démolition, plusieurs familles se sont installées au Maroc, à l'invitation du roi Hassan II, tandis qu'une grande partie des familles s'est réfugiée à Shu'fat à Jérusalem-Est.
Ce qui reste du quartier est actuellement un complexe résidentiel occupé par une poignée de familles musulmanes d'origine maghrébine.

### Application
En 2023, l'historien français Vincent Lemire du Centre de recherches français de Jérusalem et ses équipes mettent au point une application pour smartphone appelée « Jerusalem Maghrebi Quarter » permettant de visiter virtuellement le quartier maghrébin de Jérusalem reconstitué en 3D,.